# Koen Sanders
Koenraad Sanders, detto Koen (Bruges, 17 dicembre 1962), è un ex calciatore belga, di ruolo centrocampista.
È il fratello minore di Luc Sanders, a sua volta calciatore.

## Palmarès

### Club

#### Competizioni nazionali
- Campionato belga: 1

Malines: 1988-1989
- Coppa del Belgio: 1

Malines: 1986-1987
- Supercoppa del Belgio: 1

Club Bruges: 1980

#### Competizioni internazionali
- Coppa delle Coppe: 1

Malines: 1987-1988
- Supercoppa UEFA: 1

Malines: 1988